# Liste der Monuments historiques in Thionne
Die Liste der Monuments historiques in Thionne führt die Monuments historiques in der französischen Gemeinde Thionne auf.

## Liste der Bauwerke
| Bezeichnung         | Beschreibung                       | Standort | Kennzeichnung | Schutzstatus | Datum | Bild |
| ------------------- | ---------------------------------- | -------- | ------------- | ------------ | ----- | ---- |
| Château des Gouttes | Schloss, erbaut im 17. Jahrhundert | (Lage)   | PA00093315    | Inscrit      | 2003  |      |